# International Council for Harmonisation of Technical Requirements for Pharmaceuticals for Human Use
De International Council for Harmonisation of Technical Requirements for Pharmaceuticals for Human Use  (ICH) is een overlegorgaan tussen regelgevende instanties en de farmaceutische industrie om wetenschappelijke en technische aspecten bij de ontwikkeling en registratie van geneesmiddelen te bespreken. Het ligt in de bedoeling hierdoor een grotere internationale harmonisatie te verkrijgen van de technische richtlijnen en vereisten voor de registratie van farmaceutische producten.
In de praktijk worden ook de vereisten inzake dierproeven binnen de ICH overeengekomen.

## Geschiedenis
Internationale regulering van geneesmiddelen kwam in de jaren 1960-1969 in een stroomversnelling, mede door de thalidomidecrisis. Binnen de Europese Unie werd het harmoniseren van de wetgeving een prioriteit door het instellen van een gemeenschappelijke markt voor farmaceutische producten. Tegelijk was overleg gestart met de Verenigde Staten en Japan, dat na de Conference of Drug Regulatory Authorities van de Wereldgezondheidsorganisatie in Parijs in 1989 leidde tot de oprichting van de ICH in 1990, in samenwerking met IFPMA, de koepelorganisatie van de farmaceutische industrie. De huidige ICH dateert formeel van 23 oktober 2015, en stond daarvoor bekend als International Conference on Harmonisation (ICH).

## Structuur en organisatie
De ICH is opgericht als internationale vereniging naar Zwitsers recht, en gevestigd te Genève, Zwitserland.

### Leden
De ICH kwam mede tot stand door samenwerking tussen de Amerikaanse Food and Drug Administration (FDA), de Europese Commissie en de Japanse regulator (MHLW/PMDA). Intussen zijn regelgevende instanties uit Brazilië, Canada, China, Zuid-Korea, Singapore, Taiwan en Zwitserland aangesloten, naast een aantal grote farmaceutische bedrijven.
Als waarnemers zetelen de regelgevende instanties van een twintigtal landen en regionale organisaties, naast de Wereldgezondheidsorganisatie en de koepel van de farmaceutische industrie (IFPMA).